# Adriana Quiroz Quiroz
Adriana Quiroz Quiroz (Ciudad de México, México, 26 de enero de 1976) es una catedrática, figura pública y política en el estado de Nuevo León. Ha desempeñado en el sector público, tanto en gobiernos municipales, como en el gobierno del Estado. Ha sido Directora de Gobierno y Directora Jurídica de la Secretaría del Ayuntamiento de San Pedro Garza García, Nuevo León. Actualmente es candidata independiente para el cargo de Diputada del Distrito local 6 del estado de Nuevo León.

## Biografía
Adriana Quiroz nació en Ciudad de México, aunque a muy temprana edad, su familia decidió mudarse a Monterrey, Nuevo León. Donde estudió la Licenciatura en Derecho en la Universidad de Monterrey, de 1993 a 1997. Posteriormente realizó sus estudios de posgrado en la Facultad de Ciencias Políticas y Administración Pública de la Universidad Autónoma de Nuevo León. 
A partir de 1995 se ha desempeñado en el sector público. Del 2000 al 2002 fue directora Jurídica de la Secretaría de Obras Públicas y Desarrollo Urbano del municipio de San Pedro Garza García, N.L. Al terminar su función, obtuvo el cargo de Directora de Asuntos Legislativos de la Subsecretaría de Asuntos Jurídicos de la Secretaría General de Gobierno del Estado de Nuevo León del 2002 al 2004. 
En 2009, fue directora de Áreas Urbanas Protegidas de la Agencia para la Planeación del Desarrollo Urbano del Gobierno del Estado de Nuevo León. En la cual fue responsable de la coordinación y supervisión del mantenimiento y funcionamiento del Parque Urbano Lineal Río Santa Catarina, manejando un presupuesto de dieciocho millones de pesos. Además de crear, impulsó y promovió el programa dominical Vía Río, mediante el cual se incrementaron exponencialmente los visitantes y usuarios de la ciclo pista del parque lineal.
Ejerció como Coordinadora de Desarrollo Urbano, Contratos y Convenios de la Dirección Jurídica de la Secretaría del Ayuntamiento de Monterrey. desde 2009 a 2012, en donde Adriana Quiroz fue responsable de la revisión y la elaboración de los convenios y contratos celebrados por el municipio, así como lo relacionado con desarrollo urbano y ordenamiento territorial. En el año donde terminó su cargo, tomó posesión como asesora jurídica de la Presidencia del Congreso del Estado de Nuevo León. Elaboró y analizaba de las iniciativas de ley presentadas por el presidente del Congreso destacando la ley de fuerza civil, la ley orgánica de la procuraduría, la ley de víctimas y otras. 
Para el año siguiente, 2013, apoyó a las dependencias de la administración pública municipal en los procedimientos jurídicos derivados de las controversias suscitadas entre particulares y la administración, así como de los actos jurídicos en los que interviene el presidente municipal como representante del municipio, como directora jurídica de la Secretaría del Ayuntamiento de San Pedro Garza García.
Del 2013 al 2015, fue directora de Gobierno de la Secretaría del Ayuntamiento de San Pedro Garza García. Una de sus grandes contribuciones al municipio de San Pedro Garza García, fue la actualización jurídica del marco normativo municipal logrando impulsar la presentación de 21 iniciativas, destacando la aprobación de los reglamentos en materia policial, de alcoholes, zonificación y otros. 
Del 2015 al 2016 emitió opiniones y consultas jurídicas referentes a los asuntos turnados a la Oficina Ejecutiva del Gobernador como Titular de la Coordinación Jurídica de la Oficina Ejecutiva del Gobernador del Gobierno del Estado de Nuevo León. También fue Coordinadora de la articulación de proyectos estratégicos del Gobierno del Estado, destacando la creación de la Subprocuraduría Especializada en Combate a la Corrupción de la Procuraduría General de Justicia en el Estado.
Y recientemente en el año 2016, fue encargada del Despacho de la Oficina Ejecutiva del Gobernador del Gobierno del Estado de Nuevo León. Responsable de la coordinación de las diferentes unidades administrativas en apoyo a la toma de decisiones del Gobernador del Estado, destacando la reingeniería de las áreas adscritas a la Oficina del Gobernador, así como la implementación del PED. 
En su más reciente función, ha sido coordinadora de Prioridades Estratégicas y Gestión de Cumplimiento de la Coordinación Ejecutiva de la Administración Pública del Gobierno del Estado de Nuevo León.

## Publicaciones y Seminarios
Adriana Quiroz es autora del libro de Lecturas de Apoyo para el Estudio y Práctica del Sistema Penal Acusatorio en las Escuelas de Derecho en México, CEEAD, A.C. y USAID. Ha impartido seminarios y diplomados en el Instituto Tecnológico y de Estudios Superiores de Monterrey y en la Universidad de Monterrey. Así como el seminario de Estrategias contra la Corrupción en el ITESM. Además de haber aportado seminarios internacionales de gestión de la red para resultados en Gobiernos Subnacionales de América Latina y El Caribe. Así como también en el Seminario de los Centros de Justicia para Mujeres, compartiendo historias y fortaleciendo el empoderamiento económico. 
En el ámbito académico, ha aportado al Centro de Estudios sobre la Enseñanza y el Aprendizaje del Derecho, A.C. como investigadora para la creación de manuales y libros de lecturas de apoyo para el estudio y práctica del Sistema Penal Acusatorio en las Escuelas de Derecho en México. Así como en diversos cursos y seminarios, impartidos por las diferentes universidades del estado, en materia de litigación adversarial y oral, de derecho constitucional y amparo, de ciencia y capacitación política.